# شيرلي آن فيلد
شيرلي آن فيلد (بالإنجليزية: Shirley Anne Field)‏ هي ممثلة بريطانية، ولدت في 27 يونيو 1936 في المملكة المتحدة.

## أعمال

### أفلام
- (1966) ألفي

## وصلات خارجية
- شيرلي آن فيلد على موقع IMDb (الإنجليزية)
- شيرلي آن فيلد على موقع ألو سيني (الفرنسية)
- شيرلي آن فيلد على موقع ميوزك برينز (الإنجليزية)
- شيرلي آن فيلد على موقع أول موفي (الإنجليزية)
- شيرلي آن فيلد على موقع قاعدة بيانات الأفلام السويدية (السويدية)
- شيرلي آن فيلد على موقع إن إن دي بي (الإنجليزية)
- شيرلي آن فيلد على موقع قاعدة بيانات الفيلم (الإنجليزية)
- شيرلي آن فيلد على موقع كينوبويسك (الروسية)